# BFC Siófok
BFC Siófok is een Hongaarse voetbalclub uit de stad Siófok aan het Balatonmeer. De club won in 1984 als 2de klasser de beker van Hongarije en mocht zo Europees spelen in de Europacup II. Daar was het Griekse AE Larissa net te sterk.

## Geschiedenis
In 1985 promoveerde de club dan naar de eerste klasse en kon zich maar net van de degradatie redden. De volgende seizoenen ging het telkens een beetje beter en in 1990 eindigde de club op een comfortabele zevende plaats. In 1992 werd de club zelfs vierde.
Twee seizoenen later was de club in een degradatiestrijd gewikkeld en moest de eindronde spelen. De thuiswedstrijd werd met 4-3 nipt gewonnen van Zalaegerszegi TE maar in de terugwedstrijd ging Siófoki zwaar ten onder met 6-0 en degradeerde.
Na twee seizoenen afwezigheid keerde de club terug en eindigde in de middenmoot voor enkele seizoenen tot een nieuwe degradatie volgde in 2000. Er werd een nieuwe naam aangenomen, Siófok FC, en in 2002 promoveerde de club terug en werd vijfde. Voor het seizoen 2003/04 veranderde de club de naam in Balaton FC en werd vice-kampioen. Door financiële problemen fusioneerde de club met Diósgyõri VTK en werd zo Diósgyőr-Balaton FC, na 2 jaar werd terug de oude naam Diósgyõri VTK aangenomen zodat Balaton FC geschiedenis werd.
Tweedeklasser Bodajk FC verhuisde hierop naar Siófok en ging spelen onder de naam Siófoki Bányász maar nam al snel de naam BFC Siófok aan. In 2007 promoveerde de club weer naar de hoogste klasse. Na twee seizoenen degradeerde de club weer en kon de afwezigheid tot één seizoen beperken. In 2013 degradeerde de club wederom naar de Nemzeti Bajnokság II. Waar het sindsdien lange tijd actief was, tot en met het seizoen van 2023/24.

## Erelijst
Beker van Hongarije
1984

## Eindklasseringen vanaf 1986
| 14 |

| 13 |

| 12 |

| 12 |

| 7 |

| 7 |

| 4 |

| 8 |

| 14 |

| 3 |

| 1 |

| 12 |

| 12 |

| 15 |

| 15 |

| 8 |

| 1 |

| 5 |

| 4 |

| ? |

| 8 |

| 1 |

| 14 |

| 15 |

| 1 |

| 14 |

| 9 |

| 15 |

| 5 |

| 14 |

| 9 |

| 14 |

| 13 |

| 12 |

| 5 |

| 13 |

| 5 |

| 8 |

| 17 |

| 6 |

| NB I | NB II | NB III |

## Europese wedstrijden
#R = #ronde, T/U = Thuis/Uit, W = Wedstrijd, PUC = punten UEFA coëfficiënten .
Uitslagen vanuit gezichtspunt BFC Siófok 
| Seizoen | Competitie   | Ronde | Land                 | Club       | Totaalscore | 1e W    | 2e W    | PUC |
| ------- | ------------ | ----- | -------------------- | ---------- | ----------- | ------- | ------- | --- |
| 1984/85 | Europacup II | 1R    | Vlag van Griekenland | AE Larissa | 1-3         | 1-1 (T) | 0-2 (U) | 1.0 |

Totaal aantal punten voor UEFA coëfficiënten: 1.0
Zie ook
- Deelnemers UEFA-toernooien Hongarije
- Ranglijst van alle clubs die in de diverse Europa Cups zijn uitgekomen

## Bekende (oud-)spelers
- Henry Nwosu